# Woldegk
Woldegk város a Németország Mecklenburg-Elő-Pomeránia tartományábann.

## Fekvése
A brandenburgi határ mellett fekszik, Neustrelitz és Prenzlau.

## Városrészei
Woldegknak 16 városrésze van: Bredenfelde, Canzow, Carolinenhof, Friedrichshöh, Georginenau, Göhren, Grauenhagen, Helpt, Hildebrandshagen, Hinrichshagen, Johanneshöhe, Oertzenhof, Oltschlott, Pasenow, Rehberg und Vorheide.

## Története
1292-ben Woldegk a mecklenburgi hercegséghez került.

## Turistalátványosságok

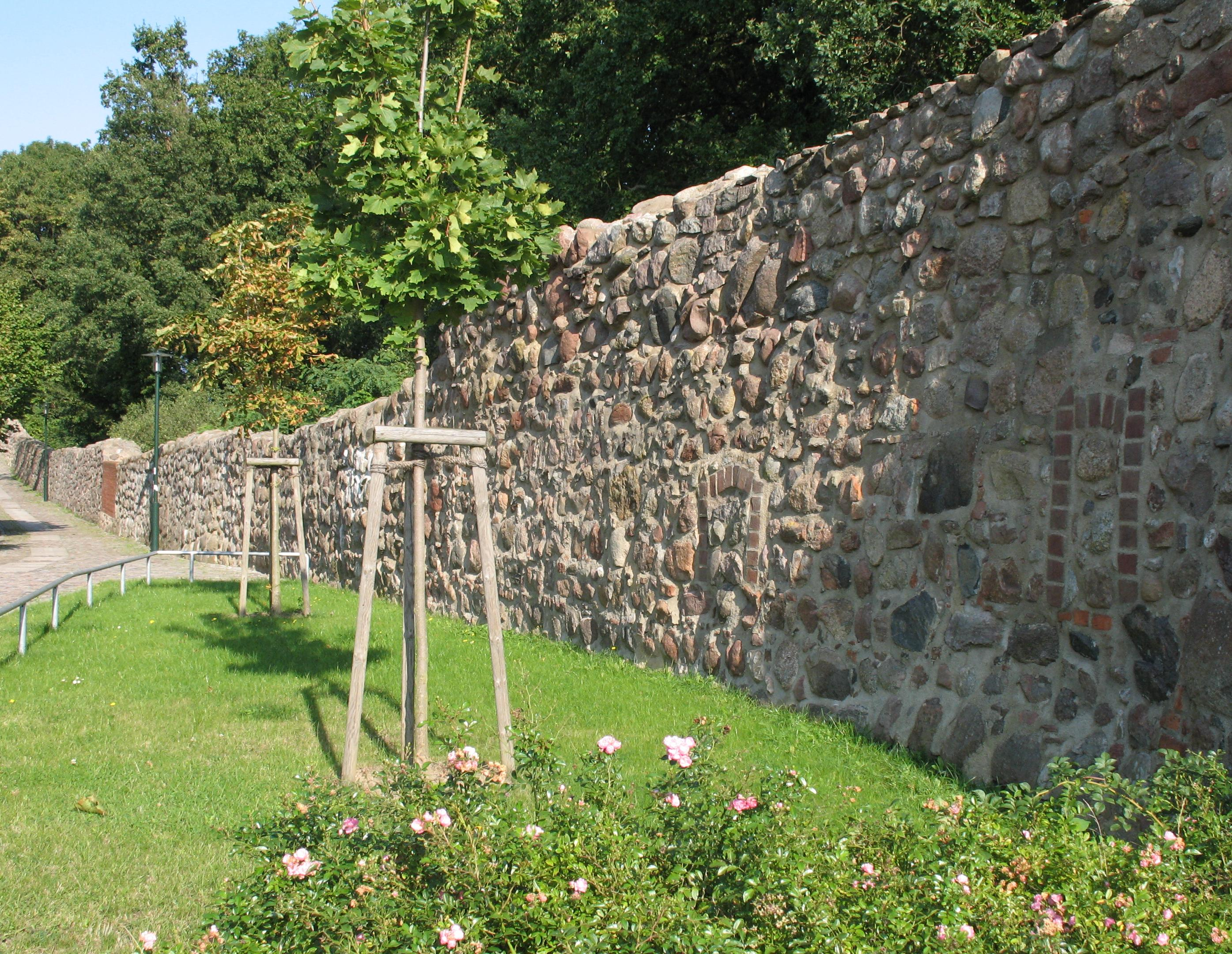
városfal (2009)

- törtelemi belváros
- St. Péter templom
- malmok

## Malmok gáleria

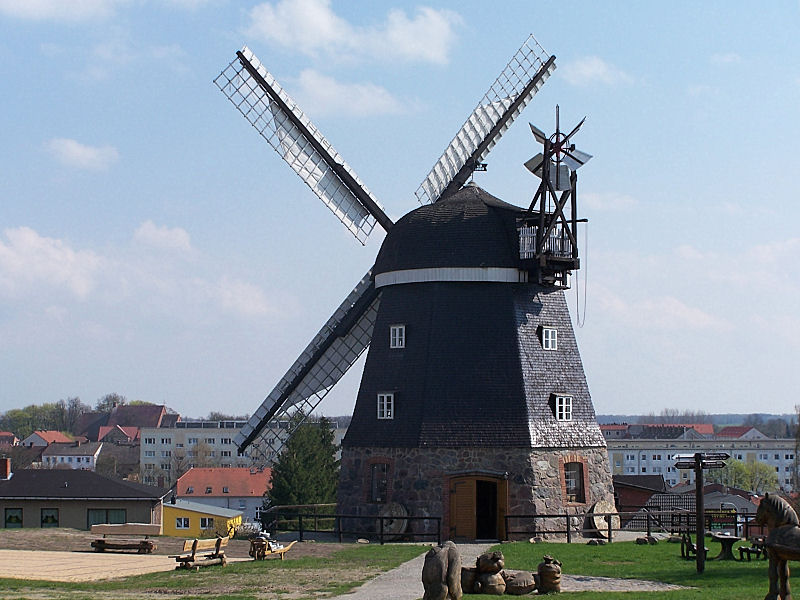
múzeumi malom
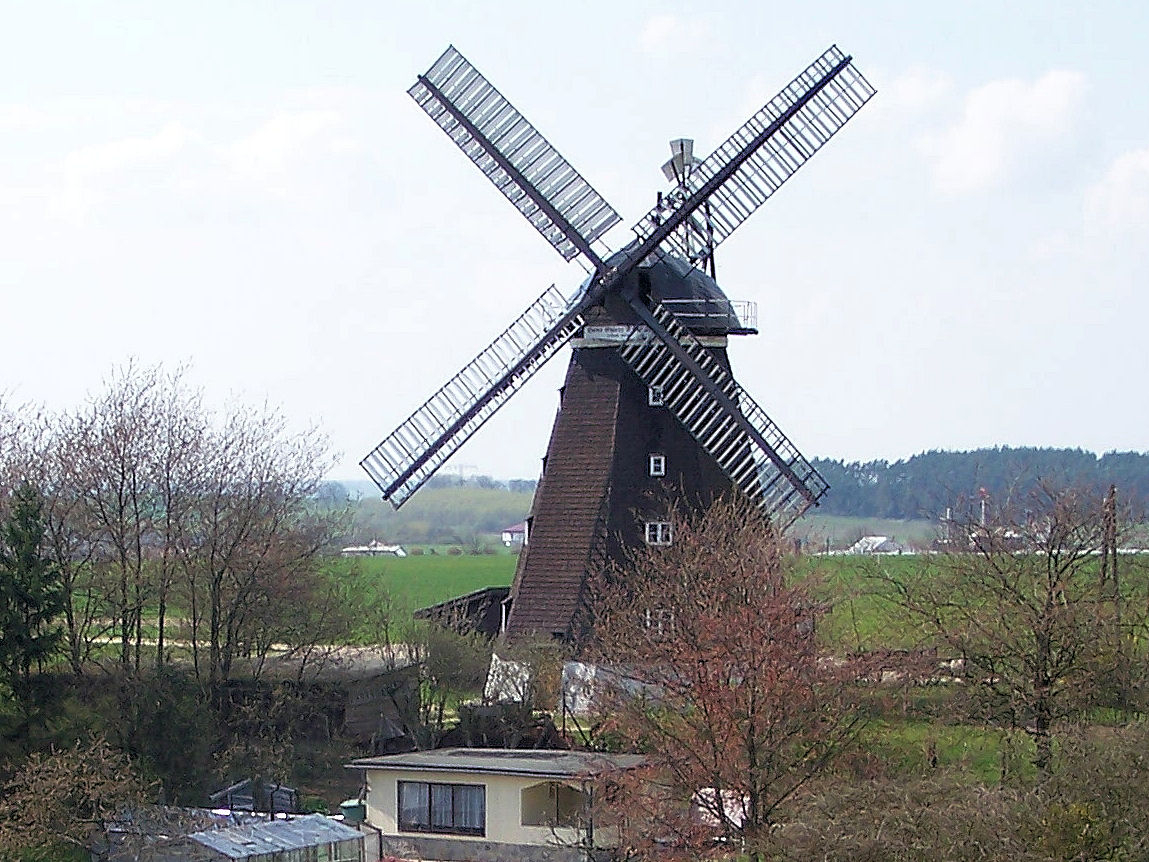
Ehlertsche Mühle
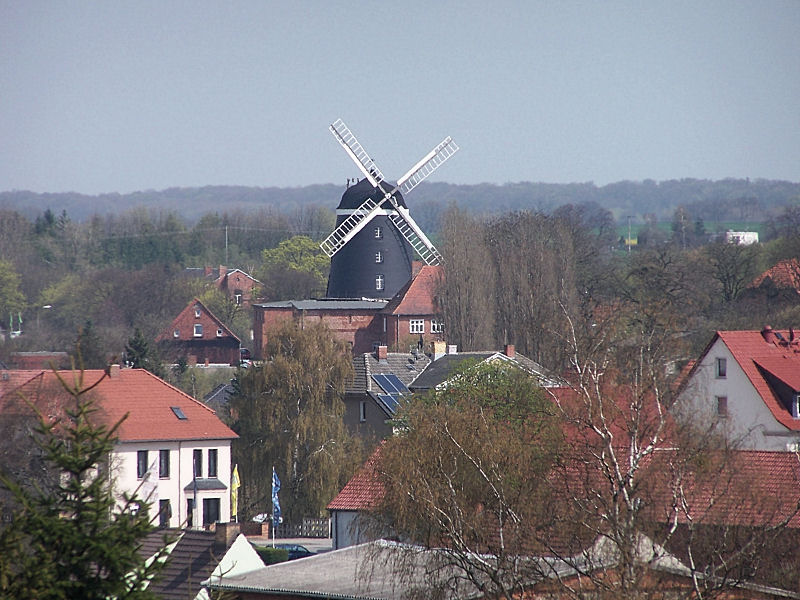
Seemühle (Fröhlkesche Mühle)
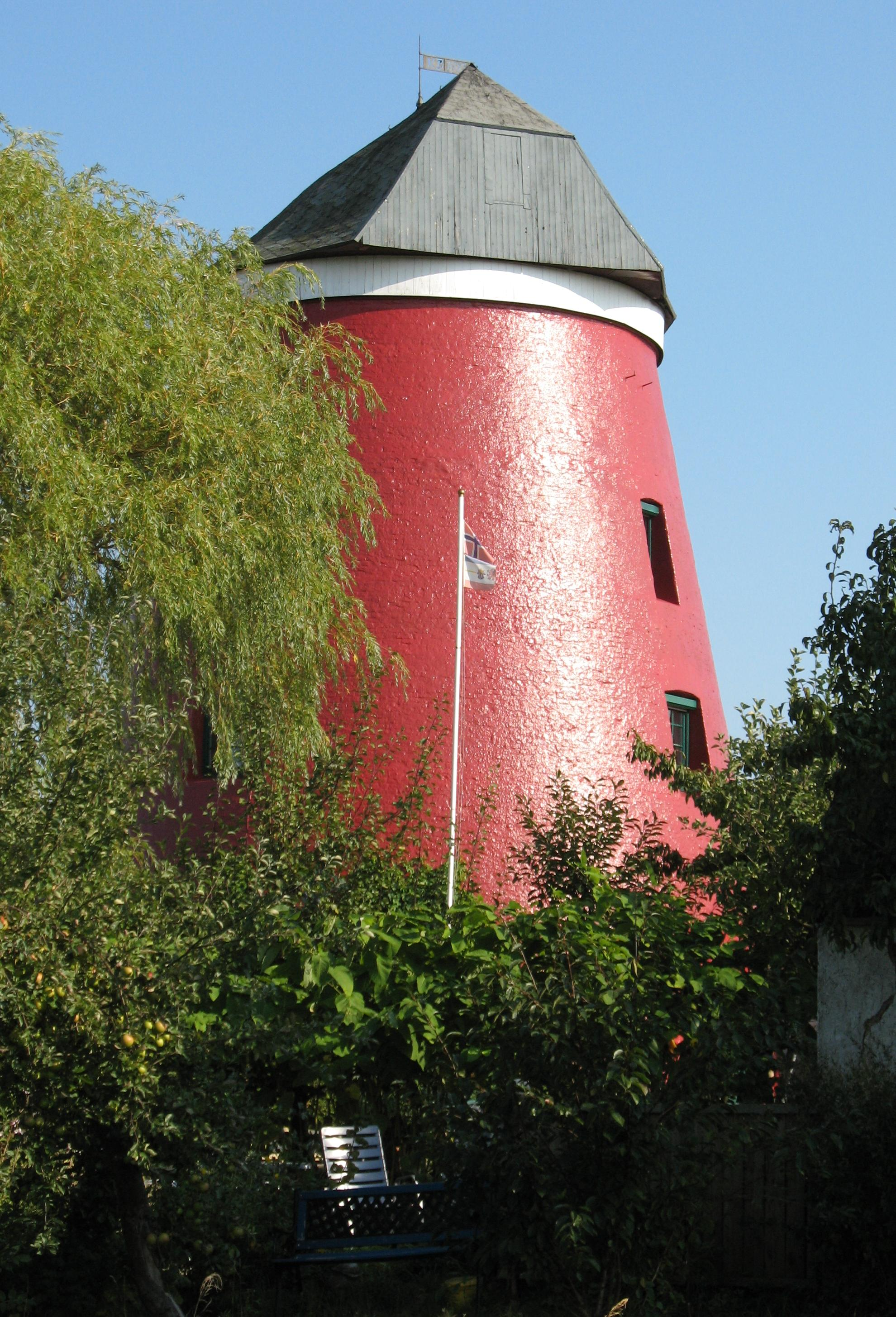
Gotteskampmühle
Malomemlékmű Woldegkban

## Fordítás
- Ez a szócikk részben vagy egészben a Woldegk című német Wikipédia-szócikk fordításán alapul.  Az eredeti cikk szerkesztőit annak laptörténete sorolja fel. Ez a jelzés csupán a megfogalmazás eredetét és a szerzői jogokat jelzi, nem szolgál a cikkben szereplő információk forrásmegjelöléseként.